# Миляков, Фёдор Мартынович
Федор Мартынович Миляков (21 февраля 1911, п. Лежнево Чулымского района Новосибирской губернии. — 20 июня 2003, Санкт-Петербург) — специалист по минному делу в Военно-морском флоте Советского Союза. Главный конструктор плавающих мин (ПЛТ-2, АПМ).

## Биография
Родился 21 февраля 1911 года в п. Лежнево Новосибирской губернии, в семье крестьянина. С раннего детства проявлял интерес к математике и механике.
После окончания в 1930 г. Благовещенского политехникума водных путей и года преподавания математики и механики в школе ФЗУ Амурского пароходства в 1932 г. поступил в Ленинградский политехнический институт на факультет двигателей внутреннего сгорания. В 1933 г. переведен в Ленинградский военно-механический институт на только что организованный факультет морского оружия (ФМО ВМИ), а в 1935 г. в Военно-морскую академию им. Ворошилова. После окончания ВМА в 1939 году остается преподавать в академии в течение года.
В дипломном проекте Ф. М. Миляков предложил принципиально новую схему прибора плавания, зарегистрированную как изобретение. Ученик Гейро А. Б..
Для реализации своего изобретения в 1941 г. инженер-капитан-лейтенант Миляков откомандировывается в Министерство судостроительной промышленности (МСП). В 1941—1942 г. работает главным конструктором на заводе № 347 (бывший «Красный гидропресс», эвакуированный из Таганрога в Петропавловск, Казахстан), № 215 им. Г. И. Петровского, эвакуированный в Горький (Н. Новгород) из Киева, в ЦКБ-36, созданном в Петропавловске, Казахстан, на базе КБ эвакуированных из Ленинграда и Москвы. В 1942 г. созданная Миляковым плавающая мина ПЛТ-2 для постановки с ПЛ типа «Ленинец» была принята на вооружение. Мина могла находиться до 10 суток на глубине от 3 до 9 м, неся заряд тротила 300 кг. За разработку мины ПЛТ-2 Ф. М. Миляков и группа конструкторов в 1943 г. были удостоены звания лауреатов Государственной (Сталинской) премии III степени СССР.
С 1944 года работает главным конструктором во вновь созданном НИИ-400 Министерства судостроительной промышленности. С 1949 года начальник отдела 3-го НИИ ВМФ.
Под его руководством в 1955 г. была создана авиационная плавающая мина АПМ, не имевшая аналогов в мире. За разработку АПМ коллективу конструкторов во главе с Федором Мартыновичем в 1956 г. была присуждена Ленинская премия.
С 1956 года — главный конструктор КБ в НИИ-3 (с 1960 — НИИ-4) ВМФ. С 1964 по 1967 год — главный конструктор в НИИ-400.
Привлекался к минированию и разминированию объектов блокадного Ленинграда.
Похоронен на Северном кладбище г. С-Петербург.

## Награды
- Кавалер 3 орденов Красной Звезды.
- Орден Отечественной войны 2 степени.
- * Сталинская премия за выдающиеся изобретения 1943